# ᶍ
ᶍ, appelé x crochet palatal, est une lettre latine qui était utilisée dans l'alphabet phonétique international, rendu obsolète en 1989, lors de la convention de Kiel. Elle est composée d’un x diacrité avec un crochet palatal.

## Utilisation
La lettre ᶍ était utilisée pour représenter une consonne fricative vélaire sourde palatalisée. Après 1989, cette consonne peut être représenter avec [xʲ].

## Représentations informatiques
Le x crochet palatal peut être représenté avec les caractères Unicode suivants : 
- précomposé (Alphabet phonétique international, diacritiques) :

| formes    | représentations | chaînes de caractères | points de code | descriptions                              |
| --------- | --------------- | --------------------- | -------------- | ----------------------------------------- |
| minuscule | ᶍ               | ᶍ                     | U+1D8D         | lettre minuscule latine x crochet palatal |

- décomposé et normalisé NFD (Alphabet phonétique international, diacritiques) :

| formes    | représentations | chaînes de caractères | points de code | descriptions                                          |
| --------- | --------------- | --------------------- | -------------- | ----------------------------------------------------- |
| minuscule | x̡               | x◌̡                    | U+0078 U+0321  | lettre minuscule latine x diacritique crochet palatal |